# Håvard Lie
Håvard Lie (21 maggio 1975) è un ex saltatore con gli sci norvegese.

## Biografia
In Coppa del Mondo esordì il 3 dicembre 1995 a Lillehammer (36°) e ottenne l'unico podio l'8 marzo 1997 a Lahti (3°).
In carriera prese parte a un'edizione dei Campionati mondiali, Trondheim 1997 (5° nella gara a squadre il miglior risultato).

## Palmarès

### Coppa del Mondo
- Miglior piazzamento in classifica generale: 28º nel 1997
- 1 podio (a squadre):
  - 1 terzo posto